# 饶思诚
饶思诚（1882年—1958年），字让三，男，江西临川人，中国政治人物，曾任江西省人民政府副主席，江西省人民委员会副省长。

## 家庭
儿子饶漱石。